# 埃里克森蘭丁 (密歇根州)
埃里克森蘭丁（英語：Erickson Landing）是位於美國密歇根州艾昂縣水晶瀑布鎮區的一個非建制地區。

## 地理
埃里克森蘭丁所處的海拔為高於海平面410米（即1345英呎），而該地所採用的時區為UTC-6，即北美中部時區（CST）。同時該地設有夏令時間，為UTC-6調快一小時，即UTC-5（CDT）。